# Owen Jones (écrivain)
Owen Jones, né le 8 août 1984 à Sheffield, est un journaliste, chroniqueur et écrivain britannique de gauche. Il écrit régulièrement des articles pour The Guardian. 

## Formation
Jones naît à Sheffield et grandit à Stockport (Grand Manchester) et brièvement à Falkirk en Écosse. Son père est un petit ouvrier fonctionnaire local et syndicaliste et sa mère est informaticienne,. Il se définit lui-même comme la « quatrième génération de socialiste »; son grand-père était inscrit au Parti communiste de Grande-Bretagne et ses parents se sont rencontrés alors qu'ils étaient membres d'un mouvement trotskyste.
Owen Jones poursuit ses études à la Bramhall High School  et au Ridge Danyers Sixth Form College, puis étudie l'histoire à l'University College d'Oxford, obtenant un Bachelor of Arts en 2005 et un master of Studies (en) (MSt) en histoire des États-Unis en 2007. Il débute dans le lobbying syndical, puis comme assistant chercheur au parlement pour le Parti travailliste.

## Carrière publique et écriture
Jones tient une chronique hebdomadaire dans The Guardian, après avoir été chroniqueur pour The Independent. Il écrit aussi pour le New Statesman, le Sunday Mirror, Le Monde diplomatique et dans d'autres publications. Il a fait de nombreuses apparitions à la télévision, en tant que commentateur politique, surtout à la BBC, sur Sky News (Channel 4 News), à ITV (Daybreak)  et à la BBC One (Question Time). Il s'exprime avec une conviction de gauche.
En 2011, Owen Jones publie son premier ouvrage, Chavs: The Demonization of the Working Class, qui traite des stéréotypes  de certaines parties de la classe laborieuse britannique et se sert du terme péjoratif « chav ». Ce livre rencontre un certain écho dans des médias de Grande-Bretagne et de l'étranger, par exemple auprès du critique Dwight Garner (en) du The New York Times qu'il classe parmi ses dix essais préférés en 2011, dans son article Holiday Gift Guide. Le livre demeure longtemps en lice pour le Guardian First Book Award,,,,,. Le supplément dominical du journal The Independent nomme Owen Jones dans la liste des cinquante Britanniques les plus importants de l'année 2011, en reconnaissance de la manière dont son livre traite des problèmes de la classe laborieuse britannique. Owen Jones est l'auteur d'un deuxième livre, The Establishment and How They Get Away With It, publié en septembre 2014.
Owen Jones s'identifie comme féministe et républicain. Il est ouvertement homosexuel, et engagé pour les droits des personnes trans. 

### Agression de 2019
Le 17 août 2019, Owen Jones ainsi que des amis qui l'accompagnent sont agressés à la sortie d'un pub à Londres. En septembre 2019, la police confirme avoir arrêté trois hommes en lien avec l'agression. En janvier 2020, les trois suspects sont reconnus coupable d'agression avec circonstances aggravantes, le procès démontrant que l'attaque était motivée par leur opposition aux opinions politiques et à l'homosexualité de Jones.